# Mickaël Campeggia
Pas d'image ? Cliquez ici

a Compétitions nationales et continentales officielles uniquement.

b Matchs officiels uniquement.
Dernière mise à jour le 28 septembre 2018.
Mickaël Campeggia, né le 22 juin 1984 à Lyon (Rhône), est un joueur de rugby à XV français qui évolue au poste de demi de mêlée.

## Palmarès
- Équipe de France universitaire : 1 sélection en 2006 contre l'équipe d'Espagne[réf. nécessaire]
- Équipe de France -21 ans :
  - 3 sélections en 2005 (Angleterre, Pays de Galles, Irlande)[réf. nécessaire]
  - 4 sélections en 2004 (Irlande, Italie, Écosse, Angleterre)[réf. nécessaire]
- Équipe de France -19 ans : participation au championnat du monde 2003 en France (4 sélections)[réf. nécessaire]